# MindManager
MindManager ist eine kommerzielle Anwendungssoftware zur Erstellung von Mindmaps.

## Produkthistorie
Die Entwicklung der Software MindManager begann 1994 in einer Onkologie-Station durch Mike Jetter. Mike Jetter wurde damals gegen Leukämie behandelt und wollte etwas Selbsterschaffenes hinterlassen. Zu diesem Zeitpunkt hatte er sich bereits länger mit der Mindmapping-Methode beschäftigt. Daher lag es nahe, eine Software zu entwickeln, um Ideen und Informationen zu sammeln, zu ordnen und darzustellen. Die ersten drei Versionen der Software liefen unter dem Namen MindMan, bevor mit dem Release 3.5 der Name zum heutigen MindManager geändert wurde. Hersteller von MindManager ist Corel in Ottawa, Kanada. Die Europa-Zentrale hat ihren Sitz in Alzenau. Im August 2016 wurde Mindjet vom vorherigen Eigentümer Spigit an die Corel Corporation verkauft.

## Produkte und Services
MindManager ist eine Software auf Mindmapping-Basis, mit der Informationen, Aufgaben und Zusammenhänge visuell dargestellt und bearbeitet werden können. In Mindmaps werden Informationen, Bilder oder Hyperlinks hierarchisch um ein zentrales Thema angeordnet. Sie ermöglichen ein besseres Verständnis und einen schnellen Überblick.
MindManager ist sowohl für Windows als auch für MAC erhältlich. Mit MindManager 2020 wurden die beiden Apps MindManager Go und MindManager Snap für die mobile Bearbeitung veröffentlicht. Außerdem gibt es einen eigenen online Dienst für Co-Editing. Dabei können Maps gemeinsam bearbeitet werden, die auf einem der folgenden online Services gespeichert wurden: SharePoint, OneDrive, Dropbox, Box und Google Drive.
Neben der Einzelplatzlizenz gibt es auch die Enterprise-Version, die zusätzliche Features bietet. Darunter findet sich eine Schnittstelle zu SharePoint, eine MindManager-SharePoint-App, Gantt-Pro mit erweiterten Projektmanagement Funktionen, einen kostenfreien Reader für alle Rechner im Unternehmen, Tools für ein automatisiertes Rollout und direkten Support.

## Produktversionen
| Jahr | Name und Version                                           | Betriebssystem                                     | Sprachen                                                                                  |
| ---- | ---------------------------------------------------------- | -------------------------------------------------- | ----------------------------------------------------------------------------------------- |
| 2025 | MindManager 24.1.150                                       | Microsoft Windows & Mac, Web, Chromebook, MS Teams | Deutsch, Englisch, Französisch, Spanisch, Japanisch, Chinesisch                           |
| 2024 | MindManager 23.2.209                                       | Microsoft Windows & Mac, Web, Chromebook, MS Teams | Deutsch, Englisch, Französisch, Spanisch, Niederländisch, Russisch, Japanisch, Chinesisch |
| 2022 | MindManager 22.2                                           | Microsoft Windows & Mac, Web, Chromebook, MS Teams | Deutsch, Englisch, Französisch, Spanisch, Niederländisch, Russisch, Japanisch, Chinesisch |
| 2020 | MindManager für Windows 21                                 | Microsoft Windows                                  | Deutsch, Englisch, Französisch, Spanisch, Niederländisch, Russisch, Japanisch, Chinesisch |
| 2020 | MindManager für Mac 13                                     | Mac OS                                             | Englisch, Deutsch, Französisch                                                            |
| 2019 | MindManager 2020 für Windows                               | Microsoft Windows                                  | Deutsch, Englisch, Französisch, Spanisch, Niederländisch, Russisch, Japanisch, Chinesisch |
| 2019 | MindManager Go/Snap                                        | Android und iOS                                    | Englisch, Deutsch, Französisch                                                            |
| 2019 | MindManager 12 für Mac                                     | Mac OS X                                           | Englisch, Deutsch, Französisch                                                            |
| 2018 | MindManager 2019 für Windows                               | Microsoft Windows                                  | Englisch, Deutsch, Französisch, Japanisch, Russisch, Chinesisch                           |
| 2018 | MindManager 11 für Mac                                     | Mac OS X                                           | Englisch, Deutsch, Französisch                                                            |
| 2017 | MindManager 2018 für Windows                               | Microsoft Windows                                  | Englisch, Deutsch, Französisch                                                            |
| 2016 | MindManager 2017 für Windows                               | Microsoft Windows                                  | Englisch, Deutsch, Französisch                                                            |
| 2015 | MindManager 2016 für Windows                               | Microsoft Windows                                  | Englisch, Deutsch, Französisch                                                            |
| 2014 | MindManager für Windows 15                                 | Microsoft Windows                                  | Englisch, Deutsch, Französisch, Japanisch                                                 |
| 2013 | Mindjet für Windows 14                                     | Microsoft Windows                                  | Englisch, Deutsch, Französisch, Japanisch                                                 |
| 2012 | Mindjet Web (früher Mindjet Connect und Connect SP editor) | Unabhängig (Adobe Flash)                           | Englisch, Deutsch                                                                         |
| 2012 | Mindjet für Mac 10                                         | Mac OS X                                           | Englisch, Deutsch, Französisch, Japanisch                                                 |
| 2012 | Mindjet für Windows 11                                     | Microsoft Windows                                  | Englisch, Deutsch, Französisch, Japanisch                                                 |
| 2011 | MindManager 2012                                           | Microsoft Windows                                  | Englisch, Deutsch, Französisch, Japanisch                                                 |
| 2011 | MindManager 9 für Mac                                      | Mac OS X                                           | Englisch, Deutsch, Französisch, Japanisch                                                 |
| 2010 | MindManager 8 für Mac                                      | Mac OS X                                           | Englisch, Deutsch, Französisch, Japanisch                                                 |
| 2010 | MindManager 9 für SharePoint                               | Microsoft Windows                                  | Englisch, Deutsch                                                                         |
| 2010 | MindManager 9                                              | Microsoft Windows                                  | Englisch, Deutsch, Französisch, Japanisch                                                 |
| 2010 | MindManager 8 für SharePoint                               | Microsoft Windows                                  | Englisch, Deutsch                                                                         |
| 2009 | MindManager 8                                              | Microsoft Windows                                  | Französisch, Japanisch                                                                    |
| 2008 | MindManager 8                                              | Microsoft Windows                                  | Englisch, Deutsch                                                                         |
| 2008 | MindManager Web                                            | Unabhängig (Adobe Flash)                           | Englisch, Deutsch                                                                         |
| 2008 | Mindjet Connect                                            | Unabhängig (Adobe Flash)                           | Englisch, Deutsch                                                                         |
| 2007 | MindManager 7 für Mac                                      | Mac OS X                                           | Englisch, Deutsch, Französisch, Japanisch                                                 |
| 2007 | MindManager 7                                              | Microsoft Windows                                  | Englisch, Deutsch, Französisch, Japanisch                                                 |
| 2006 | MindManager 6 für Mac                                      | Mac OS X                                           | Englisch, Deutsch, Französisch, Japanisch                                                 |
| 2006 | MindManager 6                                              | Microsoft Windows                                  | Französisch, Japanisch                                                                    |
| 2005 | MindManager 6                                              | Microsoft Windows                                  | Englisch, Deutsch                                                                         |
| 2003 | MindManager X5                                             | Microsoft Windows                                  | Englisch, Deutsch                                                                         |
| 2003 | MindManager für Tablet PC                                  | Microsoft Windows                                  | Englisch, Deutsch                                                                         |
| 2002 | MindManager                                                | Windows Mobile und PalmOS                          | Englisch, Deutsch                                                                         |
| 2000 | MindManager 2002                                           | Microsoft Windows                                  | Englisch, Deutsch                                                                         |
| 1999 | MindManager 4                                              | Microsoft Windows                                  | Englisch, Deutsch                                                                         |
| 1998 | MindManager 3.5                                            | Microsoft Windows                                  | Englisch, Deutsch                                                                         |
| 1997 | MindMan 3.0                                                | Microsoft Windows                                  | Englisch, Deutsch                                                                         |
| 1996 | MindMan 2.0                                                | Microsoft Windows                                  | Englisch, Deutsch                                                                         |
| 1994 | MindMan 1.0                                                | Microsoft Windows                                  | Englisch, Deutsch                                                                         |

## Dateiformate
Mit MindManager erzeugte Mind Maps können in eine Reihe von Formaten exportiert werden:
- Bilddatei
- HTML5
- Kalkulationstabelle (CSV)
- Komprimierte ZIP-Datei
- Microsoft Word
- Microsoft Excel
- Microsoft PowerPoint
- Microsoft Project
- Website
- OPML-Datei
- OLE-Objekt in alle gängigen Anwendungsprogramme

## Importe mit MindManager 2020 für Windows
- XMind
- Freemind
- Microsoft Excel
- Microsoft Word
- Microsoft Project
- Microsoft Visio (Add-In verfügbar)
- OPML-Datei

Patentierter Smart-Linker für Microsoft Outlook synchronisiert E-Mails, Aufgaben, Termine und Kontakte und Smart-Linker für Microsoft SharePoint synchronisiert Benutzerdefinierte SharePoint Listen (MS Lists)

## Fachbücher im mitp-Verlag erschienen
- MindManager 2017
- MindManager 2018
- MindManager 2019[3]